# Muğdat Çelik
Muğdat Çelik (Mersin, 3 gennaio 1990) è un ex calciatore turco, di ruolo attaccante.

## Caratteristiche tecniche
È un centravanti.

## Carriera
Cresciuto nelle giovanili del Gençlerbirliği, ha esordito il 6 gennaio 2008 in occasione del match di Türkiye Kupası vinto 3-0 contro il Manisaspor.

## Palmarès

### Club

#### Competizioni nazionali
- Coppa di Turchia: 2

Akhisar Belediyespor: 2017-2018
Galatasaray: 2018-2019
- Campionato turco: 1

Galatasaray: 2018-2019
- Supercoppa di Turchia: 1

Galatasaray: 2019